# Rock the Nation Tour
Rock the Nation Tour, fue una gira de conciertos realizada por la banda de Rock norteamericana Kiss, este tour marco nuevamente el regreso de Eric Singer como baterista quien otra vez reemplazo a Peter Criss cuyo contrato no fue renovado por Paul y Gene. Las cifras para el Rock the Nation Tour fueron pobres en Estados Unidos, recaudando solamente US$1 000 000 en entradas vendidas.

## Fechas del Tour
MAYO
- 08 – Perth, Australia- Burswood Dome
- 11 – Adelaida, Australia- Adelaide Entertainment Center
- 13 – Melbourne, Australia- Rod Laver Arena
- 14 – Melbourne, Australia- Rod Laver Arena
- 15 – Melbourne, Australia- Palais Theatre
- 17 – Sídney, Australia- Sydney Superdome
- 18 – Sídney, Australia- Enmore Theatre
- 20 – Brisbane, Australia- Brisbane Entertainment Center
- 22 – Brisbane, Australia- Brisbane Convention Centre Cancelled
- 27 – Tokio, Japan- Nippon Budōkan
- 28 – Tokio, Japan- Nippon Budokan
- 29 – Tokio, Japan- Nippon Budokan
- 31 – Osaka, Japan- Osaka Castle Hall

JUNIO
- 02 – Nagoya, Japan- Nagoya Rainbow Hall
- 03 – Kanazawa, Japan- Ishikawa Sangayo Hall
- 10 – San Antonio, TX- Verizon Wireless Amphitheater
- 11 – Dallas, TX- Smirnoff Music Centre
- 12 – Houston, TX- Cynthia Woods Mitchell Pavilion
- 15 – Denver, CO- Coors Amphitheater
- 16 – Albuquerque, NM- Journal Pavilion
- 18 – Phoenix, AZ- Cricket Pavilion
- 19 – Irvine, CA- Verizon Wireless Amphitheater
- 20 – Concord, CA- Chronicle Pavilion
- 22 – Portland, OR- Clark County Amphitheater
- 23 – Seattle, WA- White River Amphitheatre Cancelled
- 26 – Minneapolis, MN- Floatrite Amphitheater
- 27 – Kansas City, KS- Verizon Wireless Amphitheater
- 28 – St. Louis, MO- UMB Bank Pavilion
- 30 – Detroit, MI- DTE Energy Music Theater

JULIO
- 02 – Nashville, TN- Starwood Amphitheater
- 03 – Indianápolis, IN- Verizon Wireless Music Center
- 04 – Pittsburgh, PA- Post-Gazette Pavilion
- 06 – Cleveland, OH- Blossom Music Center
- 07 – Milwaukee, WI- Marcus Amphitheater
- 09 – Chicago, IL- Tweeter Center
- 10 – Columbus, OH- Germaine Amphitheater
- 11 – Cincinnati, OH- Riverbend Music Center
- 13 – Camden, NJ- Tweeter Waterfront Center
- 14 – Darien Center, NY- Darien Lake Performing Arts Center
- 16 – Boston, MA- Tweeter Center at the Performing Arts
- 17 – Atlantic City, NJ- Trump Taj Mahal
- 18 – Hershey, PA- Hersheypark Stadium
- 20 – Holmdel, NJ- PNC Bank Arts Center
- 21 – Wantagh, NY- Nikon at Jones Beach Theater
- 23 – Scranton, PA- Ford Pavilion
- 24 – Washington D. C.- Nissan Pavilion
- 25 – Virginia Beach, VA- Verizon Wireless Amphitheater
- 27 – Raleigh, NC- Alltel Pavilion at Walnut Creek
- 28 – Charlotte, NC- Verizon Wireless Amphitheater
- 30 – West Palm Beach, FL- Sound Advice Amphitheater
- 31 – Tampa, FL- Ford Amphitheater Cancelled

AGOSTO
- 01 – Pensacola, FL- Pensacola Civic Center Cancelled
- 03 – Birmingham, AL- Verizon Wireless Music Center
- 04 – Atlanta, GA- HiFi Buys Amphitheater
- 06 – Memphis, TN- Pyramid Arena
- 07 – New Orleans, LA- New Orleans Arena
- 08 – Little Rock, AR- Alltel Arena
- 10 – Bossier City, LA- CenturyTel Center
- 12 – Laredo, TX- Laredo Entertainment Center
- 13 – Hidalgo, TX- Dodge Arena
- 14 – Monterrey, MX- Arena Monterrey
- 15 – Monterrey, MX- Arena Monterrey
- 17 – México City, MX- Palacio de los Deportes

- Datos: Q2554317